# Resina epossidica

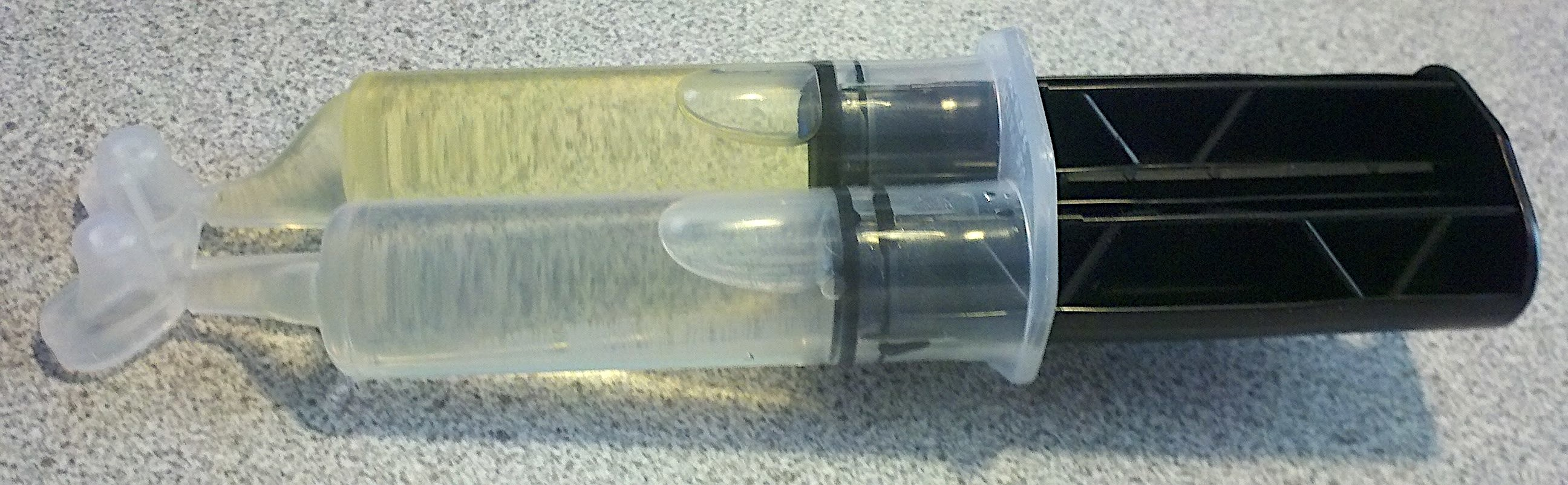
Una siringa per l'applicazione di resina epossidica. Sono visibili i due componenti, costituiti dal precursore della resina epossidica e dall'induritore.

Le resine epossidiche sono polimeri termoindurenti con reazione a freddo. Il formulato è normalmente costituito da una resina base (componente A) e da un indurente (componente B), i quali, miscelati accuratamente nel rapporto d’uso indicato dal produttore, solidificano, dando origine ad uno strato vetrificato lucido.

## Caratteristiche
Le resine epossidiche sono vetrose a temperatura ambiente e vengono quindi miscelate con diluenti per abbassarne la viscosità a livelli adeguati per l'impregnazione delle fibre. I diluenti sono sostanze epossidiche mono-, bi- e tri- funzionali che possiedono una viscosità decisamente inferiore alla resina epossidica da bisfenolo A o bisfenolo F.
La viscosità di una resina epossidica senza diluente può variare moltissimo, assumendo un comportamento liquido (bassa viscosità) o solido (elevata viscosità); di solito queste resine si presentano sotto forma di di-epossido, ossia di molecole costituite da una catena lineare alle cui estremità trovano posto i gruppi epossidici (CH2OCH-), con i quali reagiscono gli agenti leganti durante la polimerizzazione. I gruppi ad anello contribuiscono ad aumentare la rigidità e la resistenza al calore delle resine.
Le resine epossidiche sono dotate di caratteristiche fisiche superiori e tempi di reazione più brevi rispetto ai poliesteri e ai vinilesteri e il loro prezzo è più elevato.
Sono utilizzate per adesivi, colle, vernici, attrezzature mediche e negli isolanti elettrici.

## Sintesi
La sintesi di resine epossidiche avviene in due fasi: la formazione dei monomeri e la polimerizzazione.
Il processo di polimerizzazione è notevolmente diverso da quello di altre resine; infatti, vengono usati induritori.
Le resine epossidiche più utilizzate sono ottenute a partire da bisfenolo A ed epicloridrina. Facendo reagire queste due sostanze in condizioni standard, si ottengono degli oligomeri ciascuno contenente un anello epossidico. La reticolazione avviene tramite l'uso di ammine per reazione con gli anelli epossidici.

### Sintesi dei monomeri
La maggior parte dei monomeri epossidici presenti nelle resine commerciali sono prodotti dalla reazione di un composto con gruppi ossidrilici nucleofili (fenoli per esempio) ed epicloroidrina:
Nella prima reazione (che è un'addizione nucleofila) i gruppi ossidrilici del premonomero reagiscono con la epicloroidrina formando il monomero con un gruppo aloidrinico.
Nella seconda reazione avviene la formazione di un nuovo anello epossidico con eliminazione di cloruro di sodio a seguito dell'aggiunta di idrossido di sodio.

### Resine epossidiche al bisfenolo A
Le resine epossidiche al bisfenolo A sono generalmente bicomponenti: nel primo componente è presente il bisfenolo A, nel secondo gli agenti polimerizzanti e catalizzatori, epicloroidrina e idrossido di sodio.
Nella prima reazione avviene la formazione del vero e proprio monomero con reazione tra il bisfenolo A e la epicloroidrina; tale reazione è un'addizione nucleofila.
Nella seconda reazione catalizzata dall'idrossido di sodio si ha la vera e propria formazione del monomero funzionale.
Il monomero diglidicidilestere del bisfenolo A, reagendo con ulteriore bisfenolo A, dà luogo alla polimerizzazione:
Al posto del bisfenolo A possono essere impiegati altri tipi di bisfenoli: F o bromurati.
Queste resine avranno tipicamente minore viscosità rispetto a quelle a bisfenolo A. Hanno inoltre un contenuto più alto di gruppi epossidici a parità di peso, che, una volta completamente polimerizzati, conferiscono alla resina maggiore resistenza chimica rispetto a quella a bisfenolo A.

## Utilizzi
Questa categoria di resine è la più utilizzata per la realizzazione di materiali compositi avanzati, ottenuti mediante la combinazione della resina con fibre, e per il rivestimento di vasche non metalliche ad uso enologico. Inoltre, grazie alla loro elasticità, permettono lo sviluppo di modelli di protesi odontotecniche.